# Šamkir
Šamkir (ázerbájdžánsky Şəmkir, německy Annenfeld, rusky Шамкир) je správní středisko šamkirského okresu v západním Ázerbájdžánu na severním úpatí Malého Kavkazu, na březích řeky Šemkirčaj, na dálnici Tbilisi-Jevlach.

## Původ jména
Podle jedné z teorií o původu jména města je, že název vznikl od nářečního ázerbájdžánského slova šam, což znamená „místo pokryté zelení“.

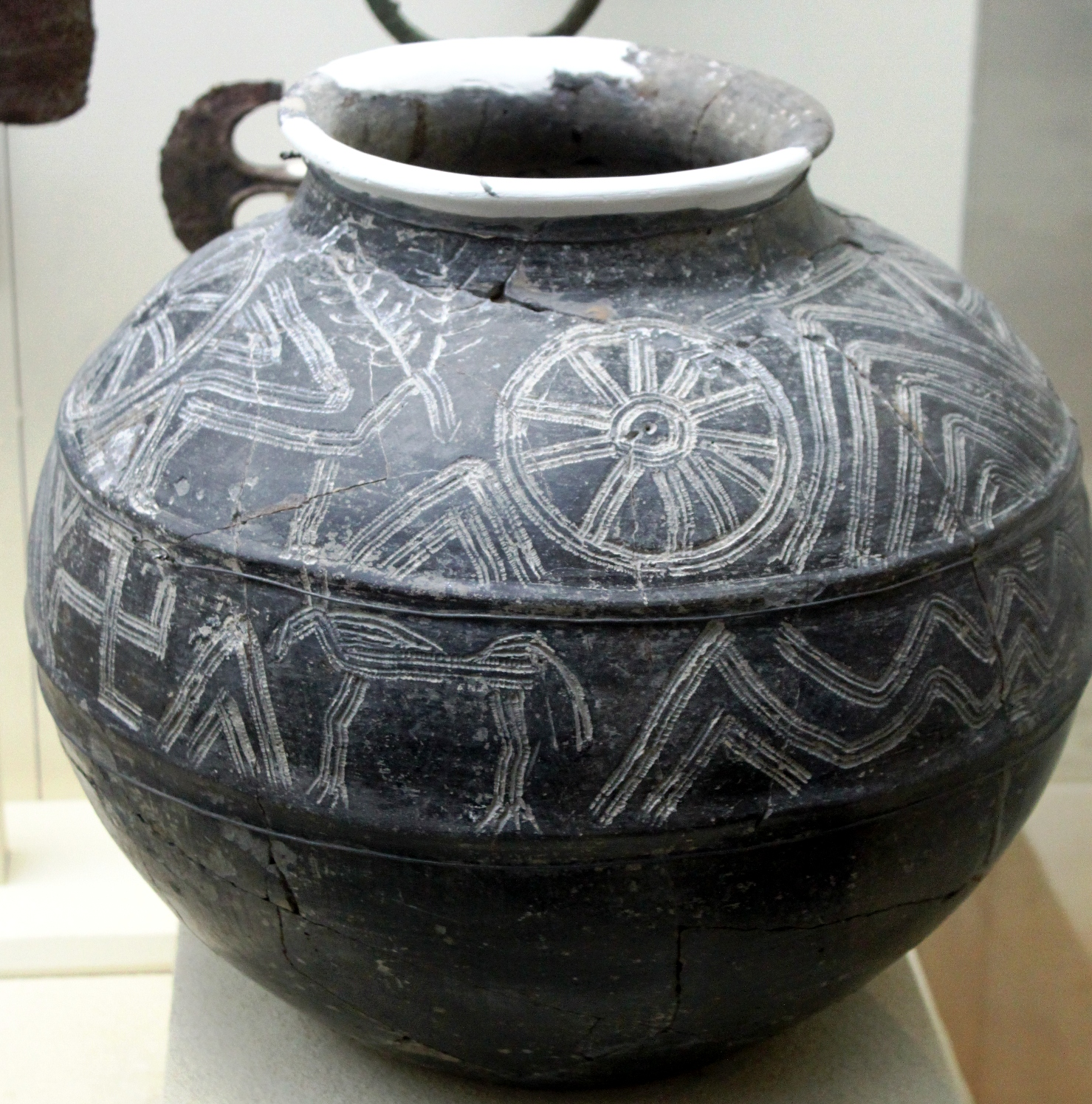
Keramická mísa ze 16. nebo 15. století př. N. L., Nalezená při vykopávkách poblíž Šamkiru

## Historie
Historický Šamkur (také známý jako Šamchor a Šamkir) je známý od 5. století jako obchodní a řemeslné centrum Persie  Roku 652 došlo k dobytí města Araby. V roce 737 se v Šamkuru usadili Chazaři, kteří přitáhli od Volhy po jednom z arabských tažení na sever. Rok 752 přinesl Šamkuru zkázu v podobě útoku Suarů, kteří žili nedaleko od města a vzbouřili se proti arabské nadvládě. Na přelomu 12. a 13. století se dostalo město pod gruzínskou vládu. V roce 1235 byl Šamkur zničen a vypálen Mongoly. Roku 1803 byl Šamkur připojen k Rusku. Většina obyvatel z města utekla, aby nemuseli pod ruskou nadvládu. Šamkur se proměnil opět v ruiny.
V roce 1818 byla na ruinách města Šamkuru založena německá osada Annenfeld. Zakladateli města byli němečtí přesídlenci z Württembergu. 3. září 1826 během rusko-perské války byla poblíž Annenfeldu zničena šáhova elitní garda skládající se z 10 000 vojáků. Roku 1915 byli do osady přesídleni Asyřané z Turecka a Íránu.

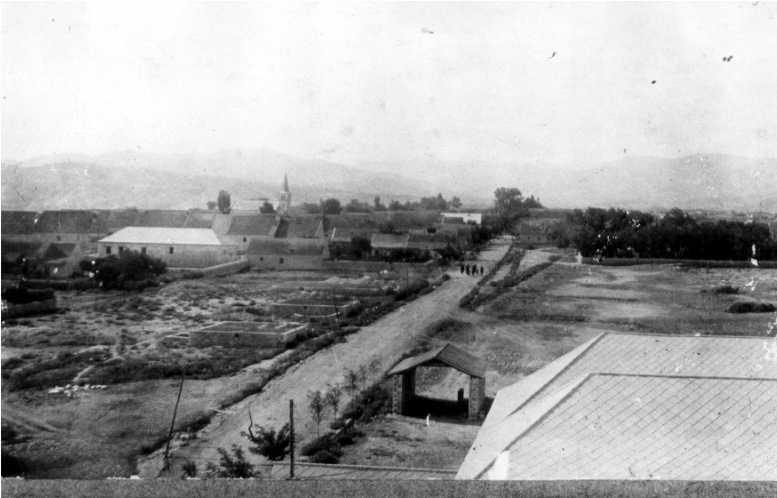
Annenfeld na počátku 20. století

Po vzniku SSSR se přistoupilo k přejmenovávání německy znějících jmen, proto rozvíjející se Annenfeld dostal jméno Annino. Roku 1938 sovětské úřady rozhodly o novém přejmenování na Šamchor (rusky Шамхор).  V roce 1944, dva roky poté, co bylo německé obyvatelstvo deportováno do Střední Asie, získal Šamchor status města.
V roce 1991 byl název změněn na Šamkir.
Roku 2019 bylo na příkaz ázerbájdžánského prezidenta Ilhama Alijeva prohlášeno Starověké město Šamkir za Státní historickou a kulturní rezervaci.

## Ekonomika
Ve městě fungují koňakové a vinařské závody. V okolí města jsou vinice soukromých vinařů.

## Demografie
Roku 1989 žilo v Šamkiru 27 917 lidí, roku 2002 35 tisíc lidí a v roce 2019 to bylo 43 400 lidí.
Šamkir je osmým největším ázerbájdžánským městem.

## Kultura
Ve městě je historické muzeum, mešita a kino.
Od roku 2014 se v Šamkiru každoročně koná mezinárodní šachový turnaj na počest zesnulého šachisty Vugara Gašimova. Tohoto turnaje se zúčastnil například i norský šachový velmistr Magnus Carlsen.

## Partnerská města
- Šiauliai, Litva (2014)[6]